# Transformers: Superlink
Transformers: Superlink (japanisch トランスフォーマー スーパーリンク, Toransufōmā: Sūpārinku) ist eine Fernsehserie der Transformers-Reihe und der zweite Teil der Unicron Trilogie, in welcher die Transformers computeranimiert wurden. Die Serie setzt die Ereignisse zehn Jahre nach Transformers: Armada fort. Es treten sowohl Charaktere aus der Vorgängerserie auf, wie zum Beispiel Optimus Prime, Megatron und Rad White, als auch viele, die nicht in der Vorgängerserie vorkamen, Charaktere wie zum Beispiel Rodimus Prime, Kicker und Alpha Q.

## Handlung
Es sind zehn Jahre seit der Schlacht aus Transformers: Armada und der scheinbaren Zerstörung Unicrons vergangen. Alpha Q setzt aus dem Bauch des Planeten-Fressers energiefressende Terrorcons frei, welche im Sonnensystem Energon-Energie aus den Cybertron Städten der Autobots rauben sollen, um damit die nötige Energie für Alpha Qs Pläne zu erlangen. Alpha Q versucht Megatron wieder zum Leben zu erwecken, um so die Decepticons auf ihre Seite zu bringen, jedoch kann Megatron die Kontrolle über Unicrons Körper erlangen und zwingt damit Alpha Q zur Flucht. Zusammen mit den nun vereinigten Decepticons will Megatron die Erde erobern, die jedoch von den Menschen zusammen mit den Autobots geschützt wird. Den Autobots gelingt es jedoch ein neues Energon-Energiefeld zu schaffen und so den Angriff der Decepticons abzuwehren, womit sie nun ihre Aufmerksamkeit auf Unicron lenken können.
Nachdem Unicron, durch das Feuer der Energon-Türme schwer beschädigt, die Heimatwelt der Autobots verlässt, schließen sich diese mit Alpha Q zusammen, deren wahre Ziele nun erst ersichtlich werden: Sie versucht das wiederherzustellen, was Unicron zerstört hat. Während des schweren Gefechts zwischen Megatron und den Autobots auf Cybertron gelingt es, alle Energon-Energie der Erde in Unicrons Kopf zu bündeln, welchen Alpha Q dann in Unicrons Körper rammt, wodurch eine Fissur im Körper Unicrons entsteht, durch die Alpha Q alle von Unicron zerstörten Welten wiederherstellen kann. Die Autobots beabsichtigen die wiederhergestellten Welten durch Energon Türme zu schützen, während Megatron mit den Decepticons die neuen Welten als weitere Energiequellen für die Wiederherstellung Unicrons, welcher durch die Prozedur zu einer Energon-Sonne geworden ist, sieht.
Die weiteren Gefechte zwischen den Decepticons und den Autobots enden darin, dass die Energon-Sonne entzündet wird und so die von Alpha Q wiederhergestellten Welten wieder mit Leben gefüllt werden.

## Veröffentlichung
Die Serie wurde 2004 von Actas unter der Regie von Jun Kawagoe und Yutaka Sato produziert. Das Charakterdesign entwarf Yuka Takashina, die Musik komponierte Kazunori Maruyama. Die Erstausstrahlung fand vom 9. Januar bis zum 24. Dezember 2004 bei TV Tokyo statt. 
In den USA wurde die Serie als Transformers: Energon vom 31. Januar 2004 bis zum 1. Juni 2005 auf dem Fernsehsender Cartoon Network gesendet. Hero zeigte den Anime auf den Philippinen, VTM in Belgien, Cartoon Network in Italien, Frankreich, Spanien und Lateinamerika. 

### Synchronisation
| Rolle         | Japanischer Sprecher |
| ------------- | -------------------- |
| Optimus Prime | Katsuyuki Konishi    |
| Kicker        | Daisuke Kishio       |
| Megatron      | Jun’ichi Endō        |
| Rodimus Prime | Ryōtarō Okiayu       |
| Rad White     | Masataka Nagai       |
| Alpha Q       | Chō                  |
| Unicron       | Nobutoshi Canna      |

### Musik
Der Vorspanntitel der Serie ist Taiyō no Transform! von Hiroshi Kitadani, für den Abspann verwendete man Calling You von Takayoshi Tanimoto.